# Émile Louis Ragonot
Emile Louis Ragonot (12 octubre 1843, París - 13 octubre 1895, París) fou un entomòleg francès. Va ser president de la Societat entomològica de França.
Va descriure 301 nous gèneres de papallones i arnes, especialment arnes de la família Pyralidae.
Va ser l'autor de diversos llibres: 
- Diagnoses of North American Phycitidae and Galleriidae (1887) publicat a París
- (francès) Nouveaux genres et espèces de Phycitidae & Galleriidae (1888)
- (francès) Essai sur une classification des Pyralites (1891-1892)
- (francès) Monographie des Phycitinae et des Galleriinae. pp. 1–602 In N.M. Romanoff. Mémoires sur les Lepidoptéres. Tome VIII. N.M. Romanoff, Saint-Petersbourg. xli + 602 pp. (1901)

La col·lecció Ragonot es pot trobar al Museu Nacional d'Història Natural, de Paris.